# Stellaria winkleri
Stellaria winkleri är en nejlikväxtart som först beskrevs av John Isaac Briquet, och fick sitt nu gällande namn av Boris Konstantinovich Schischkin. Stellaria winkleri ingår i släktet stjärnblommor, och familjen nejlikväxter. Inga underarter finns listade i Catalogue of Life.